# Серрета
Серрета (порт. Serreta) — район (фрегезия) в Португалии, входит в округ Азорские острова. Расположен на острове Терсейра. Является составной частью муниципалитета Ангра-ду-Эроижму. Население составляет 374 человека на 2001 год. Занимает площадь 14,37 км².
Покровителем района считается Дева Мария (порт. Maria).
Архитектура
Гражданский
Маяк Серрета (португальский: Фарол да Серрета), расположенный в Понта-да-Серрете, был завершен в 1908 году, первоначально изначально задуманный в конце XIX века.
Serreta Inn (португальский: Estalagem da Serreta), спроектированный архитектором Жоао Коррейей Ребело. Гостиница была построена между 1963 и 1969 годами (и открылась 9 сентября 1969 года) для поддержки посетителей западного побережья Ангра-ду-Героизма, но к концу в 80-х годах гостиница была оставлена и закрыта. За свою короткую историю гостиница приняла президента Франции Жоржа Помпиду в связи с Атлантическим совещанием 12-14 декабря 1971 года с президентом США Ричардом Никсоном .Позднее она был использована Ассоциацией La Patriache для оказания помощи наркоманам при поддержке Регионального правительства до того, как он был приобретен Групо Паим в 1998 году. Он был классифицирован как объект, представляющий общественный интерес для Регионального правительства Азорских островов 24 января 2007 года.